# Chrysochroinae
Sous-famille
Les Chrysochroinae sont une sous-famille d'insectes coléoptères de la famille des Buprestidae.

## Synonymie
Selon BioLib (14 févr. 2015) :
- Chalcophorinae Lacordaire, 1857
- Chrysochroidae Laporte, 1835
- Sphenopterinae Lacordaire, 1857

## Liste des tribus
Selon BioLib (14 févr. 2015) :
- Chrysochroini Laporte, 1835
- Dicercini Gistel, 1848
- Evidini Tôyama, 1987
- Paraleptodemini Cobos, 1975
- Paratassini Bílý & Volkovitsh, 1996
- Poecilonotini Jakobson, 1912
- Sphenopterini Lacordaire, 1857
- Vadonaxiini Descarpentries, 1969

## Quelques genres et espèces
Selon NCBI (14 févr. 2015) :
- Capnodis
  - Capnodis tenebricosa
- Chalcophora
  - Chalcophora mariana
- Lamprodila
  - Lamprodila mirifica
- Perotis
  - Perotis lugubris
- Poecilonota
  - Poecilonota variolosa